# Брацеювка
Брацеювка (пол. Braciejówka) — село в Польщі, у гміні Олькуш Олькуського повіту Малопольського воєводства.
Населення — 817 осіб (2011).
У 1975-1998 роках село належало до Катовицького воєводства.

## Демографія
Демографічна структура станом на 31 березня 2011 року:
|          | Загалом | Допрацездатний вік | Працездатний вік | Постпрацездатний вік |
| -------- | ------- | ------------------ | ---------------- | -------------------- |
| Чоловіки | 415     | 99                 | 274              | 42                   |
| Жінки    | 402     | 81                 | 230              | 91                   |
| Разом    | 817     | 180                | 504              | 133                  |